# Torpedo SRT
Torpedo SRT ime je za teretno vozilo koje je proizvodila hrvatska tvrtka Torpedo tokom 1950-tih do kasnih 1980-tih godina. Osnovica teretnog vozila Torpedo SRT bilo je teretno vozilo Chevrolet.
- SRT-N
- SRT-L

## Tehnički podaci
- Korisna nosivost: 5000kg
- Največa vučna težina: 7350kg
- Največa brzina: 80 km/h
- Radius okretanja: 8,5m (SRT-N), 9,5m (STR-L)
- Najveći uspon: 36%
- Potrošnja l/100km : 14 (prazan, više pod opterećenjem)